# Моріц фон Штрахвіц
Барон Моріц-Бодо фон Штрахвіц унд Гросс-Цаухе (нім. Mauritz-Bodo Freiherr von Strachwitz und Groß-Zauche; 12 грудня 1898 — 10 грудня 1953) — німецький воєначальник, генерал-лейтенант вермахту. Кавалер Лицарського хреста Залізного хреста.

## Біографія
Представник давнього сілезького роду. Син власника лицарської мизи і відставного ротмістра прусського ландверу барона Моріца Антона Рудольфа Гіацинта Адама фон Штрахвіца унд Гросс-Цаухе (1870—1939) і його дружини Дори, уродженої фон Ностіц унд Єнкендорф (1877—1945). 17 липня 1916 року вступив в Прусську армію. Учасник Першої світової війни. 9 липня 1920 року звільнений у відставку, проте 11 жовтня повернувся на службу. З 1 березня 1938 року — 1-й офіцер Генштабу 18-ї піхотної дивізії, з 5 листопада 1939 року — 8-го армійського корпусу, з 25 жовтня 1940 року — 18-ї армії. З 15 липня 1942 по 25 вересня 1943 року — начальник Генштабу 10-го армійського корпусу. З 22 листопада 1943 по серпень 1944 і з 15 січня 1945 року — командир 87-ї піхотної дивізії. 9 травня 1945 року взятий в полон радянськими військами. 18 серпня 1948 року засуджений військовим трибуналом до 25 років ув'язнення. Помер в таборі. Офіційна причина смерті — цироз печінки.

## Сім'я
8 вересня 1926 року одружився з баронесою Елізабет фон Ландсберг-Фелен (1905—1987). В пари народились 2 сини і 2 дочки.

## Звання
- Фанен-юнкер (17 липня 1916)
- Фанен-юнкер-єфрейтор (10 вересня 1916)
- Фанен-юнкер-унтерофіцер (30 вересня 1916)
- Фенріх (3 серпня 1917)
- Лейтенант без патенту (18 грудня 1917)
  - 31 грудня 1921 року отримав патент від 18 грудня 1917 року.
- Оберлейтенант (31 липня 1925)
- Ротмістр (1 квітня 1933)
- Майор (1 серпня 1936)
- Оберстлейтенант (1 квітня 1939)
- Оберст (1 січня 1942)
- Генерал-майор (1 лютого 1944)
- Генерал-лейтенант (1 серпня 1944)

## Нагороди
- Залізний хрест 2-го і 1-го класу
- Почесний хрест ветерана війни з мечами
- Медаль «За вислугу років у Вермахті» 4-го, 3-го і 2-го класу (18 років)
- Застібка до Залізного хреста
  - 2-го класу (22 вересня 1939)
  - 1-го класу (4 жовтня 1939)
- Медаль «За зимову кампанію на Сході 1941/42» (24 липня 1942)
- Німецький хрест в золоті (21 травня 1943)
- Лицарський хрест Залізного хреста (9 січня 1945)
- Нарукавна стрічка «Курляндія»

## Вшанування пам'яті
В місті Дренштайнфурт встановлена пам'ятна табличка-рельєф з профілем Штрахвіца.